# Scot Project
Scot Project (bürgerlicher Name Frank Zenker) ist ein deutscher Trance-DJ und -Produzent.

## Biographie
Scot Projects erster Track X erschien 1994 beim Musiklabel Overdose. Bald darauf folgte die äußerst erfolgreiche Single U (I Got a Feeling), mit der er mehrere Charterfolge hatte. Seither konnte er sich als feste Größe im Bereich Hard Trance etablieren. Weitere Charterfolge konnte er 1998 mit Y (How Deep Is Your Love) und 2001 mit O (Overdrive) feiern. Daneben produzierte er zahlreiche Club-Hits wie R (Rock!), L (I Want Your Love), FM (Feeling Me), F (Future Is Now), S2 (Sueno) oder G (Ghost) und eine stattliche Anzahl von Remixen, unter anderem für Cosmic Gate, Yves Deruyter, Talla 2XLC, Marcel Woods und Yoji Biomehanika.
2005 erschien sein Debütalbum A1. Zuletzt veröffentlichte er 2010 die Single G (Ghost) beim Label Vandit Records.

## Diskographie

### Album
- 2005: A1

### Singles
- 1994: X
- 1995: U (I Got a Feeling)
- 1997: Y (How Deep Is Your Love?)
- 1997: X² (Time Is Now)
- 1998: W (That Sound)
- 2000: F (Future Is Now!)
- 2001: O (Overdrive)
- 2003: R (Rock!)
- 2003: S (Outer Space)
- 2004: FM (Feelin’ Me)
- 2004: L (Want Your Love)
- 2005: A (Asian Sunrise)
- 2005: N (No Rrougher)
- 2005: I (Need You)
- 2006: FM3 (Feeling Me)
- 2007: E (Energy)
- 2008: S² (Sueño)
- 2009: F² (Future Is Now)
- 2010: G (Ghost)
- 2011: Do You Want Me (als Supermusique!)
- 2011: T (Techem)
- 2011: Feel (with DJ Sabu)
- 2011: Chemistry (vs. Talla 2XLC)
- 2011: Stop This Feeling (als Supermusique!)
- 2011: The Sound (mit Derb)
- 2012: W (Whooo) EP
- 2012: C EP
- 2012: P (Paradize)
- 2013: B (Baby)

### Remixes
- 1997: Space Frog - I Feel Ur Pain
- 1997: Dance 2 Trance - Power of American Natives '97
- 1997: DJ Supreme - The Horns of Jericho
- 1997: Intermission - Blow Your Mind
- 1998: Spellbound - Universe of Life
- 1998: Afrika Islam - Open your Door
- 1998: DJ Wag - Man on the Moon
- 1998: Position - Kerosin
- 1999: Trance Genetic - Around Your Space
- 1999: Pulsedriver - I Dominate U
- 1999: Arpeggiators - Freedom of Expression
- 1999: DJ Foxx - Move That Body
- 1999: DJ Wag - Man On the Moon
- 1999: Global Cee - Light Up My Life
- 1999: Arome - I Am Not a Bitch
- 1999: Arome - Talk to Me
- 2000: Atlantis ITA - See You In Your Next Life
- 2000: Elastique Culture - U
- 2000: DJ X 2000 - Modem
- 2000: Arome - Here We Go
- 2000: Hennes & Cold - Second Trip
- 2000: Beam vs. Cyrus - Thunder in Paradize
- 2000: Yves Deruyter - Back To Earth
- 2001: Nightclub - French Kiss
- 2001: Cosmic Gate - Fire Wire
- 2001: Microbots - Cosmic Evolution
- 2001: Yoda - Definitely
- 2001: Derb - Derb
- 2001: Mass Effect - Alphascan
- 2002: Meteor 7 - Universal Music
- 2002: Talla 2XLC - Come With Me
- 2002: DJ Vortex - Incoming
- 2002: Hypetraxx - Paranoid
- 2002: Brooklyn Bounce - Club Bizzare
- 2002: Twisters Silence - Listen to Me Mama
- 2002: Yoji Biomehanika - Ding A Ling
- 2002: Sound of Overdose - City 2 City
- 2003: Thomas Rubin - Cold Night
- 2003: Arome - Visions of Paradise
- 2003: Arome - Hands Up
- 2004: Derb - Derbattack
- 2004: Lady Tom - Into My Mind
- 2004: Orions Voice - Cockroaches
- 2005: Yoji Biomehanika - Monochroma
- 2005: Yakooza - I Wanna Feel
- 2005: Tocs - 1
- 2006: Yakooza - Cocaine
- 2006: DJ Sakin & Friends - Braveheart 2006
- 2006: Niels van Gogh vs. Eniac - Pulverturm 2.0
- 2007: Shy Brothers - Human Design
- 2007: Tocs - 2
- 2008: Karami & Lewis - Vertigo
- 2009: Public Domain - Operation Blade
- 2009: Dr. Willis & Vandall - Tech Ho
- 2009: Organ Donors - 99.9
- 2009: Lisa Lashes - Bondage & Whips
- 2010: Greg Downey - Global Code
- 2010: Golden Coast - Ivory
- 2010: Bart Claessen - Hartseer
- 2010: Alex Kidd vs. Kidd Kaos - Toms Diner
- 2010: Talla 2XLC - The Sound of the Crowd
- 2010: Marcel Woods - Tomorrow
- 2011: T4L - Biogenesis
- 2011: Organ Donors - Moogerfoogin